# Iso Ristijärvi och Pieni Ristijärvi
Iso Ristijärvi och Pieni Ristijärvi är en sjö i kommunerna Saarijärvi och Karstula i landskapet Mellersta Finland i Finland. Sjön ligger 164,4 meter över havet. Den är 2,1 meter djup. Arean är 84 hektar och strandlinjen är 5,97 kilometer lång. Sjön  ingår i Kymmene älvs huvudavrinningsområde.   Den ligger omkring 77 kilometer nordväst om Jyväskylä och omkring 300 kilometer norr om Helsingfors. 